# Flughafen Gjumri

i7
i11
i13
Der Flughafen Gjumri (armenisch Գյումրի Շիրակ Միջազգային օդանավակայան, IATA-Code: LWN, ICAO-Code: UDSG) ist der internationale Flughafen der Stadt Gjumri und der Provinz Schirak in Armenien, zugleich nach dem Flughafen Jerewan der zweitgrößte Flughafen des Landes. Er ist etwa fünf Kilometer von Gjumri entfernt.
Laut der armenischen Luftfahrtbehörde ist die Existenz eines zweiten, „vollständigen“ Flughafens von strategischer Bedeutung für das Land.

## Geschichte
Der Flughafen wurde 1961 in Betrieb genommen. Das gegenwärtige Hauptgebäude und die Landebahn stammen aus dem Jahr 1982. Jahrzehnte blieben Reparaturen der Landebahn aus, welche sich nach einiger Zeit in schlechtem Zustand befand. Erst im Jahr 2007 führte der Betreiber Armenia International Airports (CJSC) grundlegende Reparaturen an der Landebahn durch, welche komplett asphaltiert wurde. Das finnische Lichtsignalsystem IDMAN wurde installiert, die Rampe renoviert und Technik für die Bodenabfertigung importiert.
Weitere bedeutende Renovierungen und Erweiterungen folgten im Jahr 2021. Am 16. September des Jahres wurde eine neue, modernen Anforderungen entsprechende Ankunftshalle eröffnet, welche die bisherigen Kapazitäten auf nun 870 m² mehr als verdoppelte. Nach Angaben des Flughafenbetreibers ist damit die Abfertigung eines Fluges in der Stunde möglich. Der Ankunftsbereich des Flughafens verfügt nun über acht Passkontrollkabinen und ein Gepäckband. Parallel wurden erstmals seit 2007 Renovierungsarbeiten an der Landebahn durchgeführt, wozu auch die Installation einer bisher nicht vorhandenen Entwässerungsanlage gehörte. Suren Papikjan, zum Zeitpunkt des Abschlusses der Renovierungsarbeiten 2021 als Vize-Premierminister (zuvor Infrastrukturminister) amtierend, sagte während der Eröffnungszeremonie, dass der Flughafen nun über die Kapazitäten für europäische Billigfluglinien verfüge.

## Zwischenfälle
- Am 26. Dezember 1993 verunglückte eine Antonow An-26B der russischen Kuban Airlines (Luftfahrzeugkennzeichen RA-26141) bei der Landung auf dem Flughafen Gjumri, wobei nur einer der 36 Menschen an Bord überlebte. Die Maschine befand sich auf einem Frachtflug von Krasnodar (Südrussland) und war mit zwei schlecht verzurrten Fahrzeugen sowie Benzinkanistern beladen. Der Kapitän hatte entschieden, zusätzlich noch 31 Passagiere in dem Frachtflugzeug mitzunehmen. Bei einer Sicht von nur 200 Metern in dichtem Nebel, weit unter den vorgeschriebenen Minima, schlug die völlig überladene Maschine nach Strömungsabriss bei einem missglückten Durchstartversuch in Rückenlage 3 Kilometer hinter dem Aufsetzpunkt auf.[5]

## Statistik
|      | Jan    | Feb    | Mrz    | Apr    | Mai    | Jun    | Jul    | Aug    | Sep    | Okt    | Nov    | Dec    | Jahr    |
| ---- | ------ | ------ | ------ | ------ | ------ | ------ | ------ | ------ | ------ | ------ | ------ | ------ | ------- |
| 2014 | 3.019  | 2.526  | 2.184  | 4.050  | 4.560  | 3.201  | 1.994  | 2.779  | 2.556  | 2.078  | 5.790  | 3.110  | 37.847  |
| 2015 | 1.658  | 1.943  | 2.000  | 3.342  | 5.284  | 2.471  | 3.813  | 3.412  | 2.446  | 2.947  | 5.837  | 4.175  | 39.328  |
| 2016 | 2.269  | 1.268  | 254    | 625    | 2.122  | 467    | 60     | 0      | 0      | 624    | 2.175  | 2.557  | 12.421  |
| 2017 | 4.624  | 4.224  | 5.058  | 5.283  | 8.240  | 7.744  | 9.098  | 11.972 | 9.646  | 11.183 | 14.425 | 14.167 | 105.664 |
| 2018 | 10.876 | 9.941  | 11.138 | 12.070 | 15.325 | 16.738 | 17.898 | 17.827 | 15.904 | 15.067 | 12.627 | 10.535 | 165.946 |
| 2019 | 11.440 | 9.999  | 10.909 | 11.611 | 13.042 | 11.174 | 14.949 | 16.131 | 12.515 | 12.073 | 12.413 | 11.280 | 147.536 |
| 2020 | 10.904 | 10.420 | 6.209  | 0      | 0      | 0      | 616    | 1.131  | 847    | 1.296  | 924    | 3.144  | 35.491  |
| 2021 | 3.226  | 5.933  | 9.799  | 11.634 | 14.592 | 14.798 | 8.277  | 0      | 6.633  | 18.673 | 14.733 | 13.841 | 122.139 |
| 2022 | 12.955 | 9.075  | 1.597  | 1.761  | 3.296  | 3.833  | 3.862  | 3.366  | 2.855  | 1.678  | 1.170  | 3.004  | 48.452  |
| 2023 | 5.863  | 6.379  | 6.437  | 6.627  | 7.534  | 6.955  | 9.781  | 9.875  | 6.356  | 11.126 | 10.468 | 7.367  | 94.768  |
| 2024 | 7.293  | 6.866  | 6.969  | 8.137  | 10.323 | 8.130  | 11.492 | 11.613 | 10.086 | 9.643  | 7.057  | 6.923  | 104.532 |

## Fotos

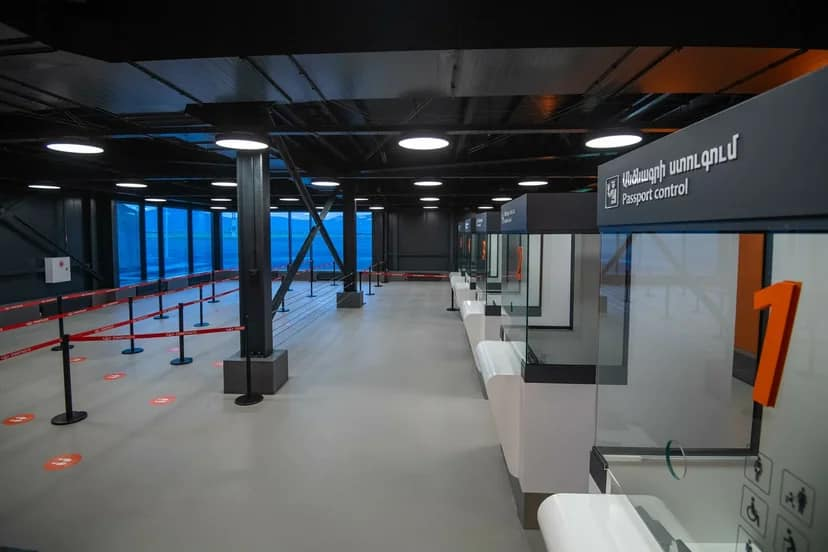
Neue Ankunftshalle (2021)
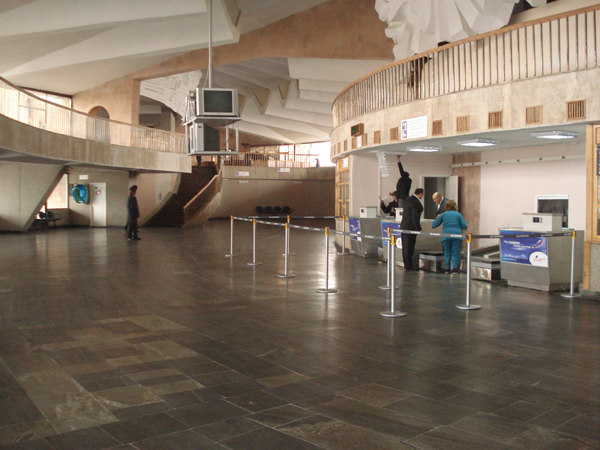
Check-in-Schalter (2009)
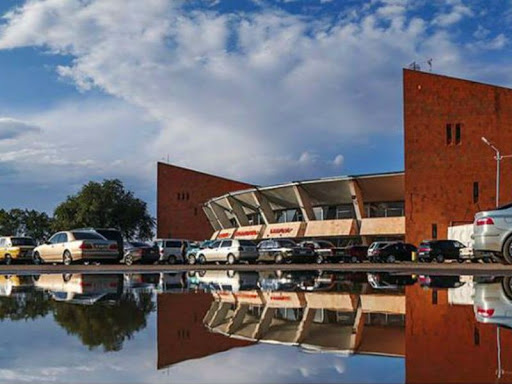
Außenansicht (2020)